# 이범훈
이범훈(1987년 8월 26일 ~ )은 대한민국의 배우이다.

## 드라마
- 2014년 MBC 월화드라마 《트라이앵글》 ... 고원정 역
- 2014년 SBS 주말드라마 《끝없는 사랑》 ... 인수 역
- 2014년 JTBC 금토드라마 《하녀들》 ... 육삼 역
- 2016년 KBS2 수목드라마 《태양의 후예》
- 2016년 JTBC 금토드라마 《마담 앙트완》 ... 몸짱남 역
- 2016년 KBS 공사창립43주년 특별기획 《태양의 후예》
- 2016년 JTBC 금토드라마 《마녀보감》
- 2016년 TvN 금토드라마 《안투라지》
- 2017년 TvN 수목드라마 《크리미널 마인드》 ... 수 역
- 2018년 MBC 월화드라마 《배드파파》
- 2019년 TvN 토일드라마 《아스달 연대기》